# 若干荣
若干荣（？—575年8月4日），字显宝，河南郡洛阳县（今河南省洛阳市东）人，北魏、西魏、北周官员。

## 生平
若干荣年轻为宇文泰的亲信，很快加都督，升任平东将军、亲信帅都督，升任大都督，不久若干荣出任殿中监，转任舍人。大统十三年（547年），侯景占据颍川反叛东魏向西魏投降，魏孝静帝诏令斛律金率领潘乐、薛孤延等人在河阳防守。西魏派遣大都督李弼、若干荣等人率领骑兵和步兵数万人，想要从新城前去支援侯景，斛律金率领部下驻扎在广武准备拦截西魏军，李弼等人听说后撤退。之后若干荣出任使持节、车骑大将军、仪同三司、右小武伯，转任小宫伯，获赐爵长安县开国公，食邑九百户。天和六年（571年）五月，北齐侵犯北周东部边境，斛律光和段韶攻克秦城，北周在姚襄城南再度筑造城镇，东接定阳，又挖掘深的壕沟，断绝道路。段韶暗中抽调壮士，从背面偷袭，又派人暗中渡河，告诉姚襄城中的守军，命令内外接应。齐军渡河一千多人后，周军才发现，两军交战，周军大败，若干荣等人被俘虏。建德四年七月十二日（575年8月4日），若干荣在邺城去世，北周朝廷追赠使持节、开府仪同大将军、硖州刺史，建德六年七月十三日（577年8月12日）葬于泾阳县石安原
。

## 家庭

### 曾祖
- 若干盖石于，北魏镇东将军、幽冀二州刺史[1]

### 祖父
- 若干燕皇，北魏内行羽真[1]

### 父亲
- 若干伏德，北魏仪同三司、恒州刺史[1]

## 墓志
2009年入藏大唐西市博物馆。

周故開府儀同大將軍長安公若干君之墓誌
公諱榮，字顯寶，河南洛陽人也。其先禀氣玄冥，世居北土，當塗海運，遂徙南河。楙德楙功之聲，鏗鏘魏史；如珪如璧之質，磊硌周行。帝鄉雖邈，白雲已峻；蘭蕙本崇，清風自遠。曾祖諱盖石于，魏鎮東將軍，幽、冀二州刺史。祖諱燕皇，魏內行羽真。父諱伏德，魏儀同三司，恒州刺史。公地藉膏腴，才兼文武，秉其一德，歷事兩朝。少爲大祖親信，尋授都督。腹心攸委，似魏王之卧內；穎脱其鋒，異平原之閤下。又遷平東將軍，親信帥都督。夙夜在公，恪懃無忝，帝嘉迺誠，進大都督。不畫季良之虎，忽焉豹變；詎刻伯高之鵠，翻騰戾響。俄授殿中監，仍轉舍人。延登近侍，龍首生光，密勿喉唇，鳳池波起。後除使持節，車騎大將軍，儀同三司，右小武伯，轉小宮伯。位參台鉉，變紱攸宜，職此鈎陳，禁旅爰肅。於是錫爵長安縣開國公，食邑九伯戶。俾于建社，近頒京邑；使河如帶，遠被子孫。僞齊以天和四年侵我東鄙，公率先貔虎，身陷王事。李廣洞石之材，困於群羯；杜回扛鼎之力，顛於結草。但英聲藉甚，已聞疇昔；抗節鋒刃，復顯今辰。由是禮異南冠，脱均堂阜，喬松獨立，歲晏不移。以建德四年七月十二日薨於鄴。客久思鄉，曾聞託夢，遊魂反國，詎俟大招。朝廷哀傷，追贈使持節，開府儀同大將軍，硤州刺史。以建德六年七月十三日窆於涇陽縣石安原。地氣氤氳，應盤龍之勢。乃爲銘曰：
巖巖恒嶽，鬱鬱鄧林。本枝百世，磐石千尋。鵷鴻接羽，鸞鳳交音。習習冠盖，穆穆纓簪。降及夫子，秉心淵塞。容止可觀，威儀不忒。如金之銑，如弦之直。忠資愛敬，孝兼仁德。弱年登仕，早逢攸寄。文總絲綸，武膺兵器。雄風獨上，清徽遠被。臨難無苟，投軀以義。昔遊三輔，絃哥繞轂。今趣九原，但聞號哭。始嗟宿草，終悲拱木。千秋万歲，爲陵爲谷。